# Província de Treviso
La província de Treviso és una província que forma part de la regió del Vèneto dins Itàlia. La seva capital és Treviso.
Limita al nord amb la província de Belluno, a l'est per la regió de Friuli-Venezia Giulia (província de Pordenone), al sud de la ciutat metropolitana de Venècia i la província de Pàdua, a l'oest amb la província de Vicenza.
Té una àrea de 2.479,83 km², i una població total de 884.353 hab. (2016). Hi ha 95 municipis a la província.